# Mistrovství světa v atletice 2017 – chůze na 50 km ženy
Poprvé v historii se na Mistrovství světa v atletice objevila i chůze na 50 km žen. Přihlásilo se pouze 7 závodnic. Závod dokončily pouze 4. Zvítězila Inês Henriquesová v novém světovém rekordu.

## Pořadí
| Pořadí           | Závodnice           | Čas        |
| Zlatá medaile    | Inês Henriquesová   | 4:05:56 WR |
| Stříbrná medaile | Jin Chang           | 4:08:58 AR |
| Bronzová medaile | Jang Šu-čching      | 4:20:49 PB |
| 4.               | Kathleen Burnettová | 4:21:51 AR |
| 5.               | Nair da Rosaová     | DNF¹       |
| 6.               | Susan Randallová    | DNF¹       |
|                  | Erin Talcottová     | DQ         |

¹ Nedokončily v časovém limitu.